# Пятнистая присоска
Пятнистая присоска, или рыба-присоска короткопёрая пятнистая  (лат. Diplecogaster bimaculata), — вид лучепёрых рыб из семейства присосковых (Gobiesocidae). 

## Описание
Наибольшая длина тела 6-7 см, масса 5-6 г. Продолжительность жизни неизвестна. Тело удлинённое, невысокое, несколько расширенное по бокам в передней части, голые. Голова большая, уплощённая сверху вниз. Рыло короткое, широкое, сужается при конце. Рот вооружён небольшими зубами. Спинной и анальный плавники очень сближены с хвостовым, но не соединяются с ним Окраска изменчива. Общий фон окраски красный или красноватый. Многочисленные фиалкового цвета, голубые, коричневатые или желтоватые пятна, иногда и полоски, покрывают всё тело и переходят на брюхо. У самцов позади грудных плавников по одному округлому пурпурному пятну с серебристо-жёлтой каймой (такое же пятно бывает и на затылке), а на спинном плавнике жёлтые пятна.

## Ареал
Распространение вида: Восточная Атлантика от Норвегии до Пиренейского полуострова, Средиземное, Адриатическое, Мраморное, Чёрное моря.
В Чёрном море встречается у берегов Крыма (Севастополь, Карадаг, Феодосия и др.). Также отмечалась в Керченском проливе и в северо-западной части Чёрного моря (остров Змеиный, придунайское взморье), в Одесском, Ягорлицком, Тендровском, Джарылгачском и Каркинитском заливах, у заказника Филлофорное поле Зернова.

## Биология
Биология изучена недостаточно. Морская донная малоподвижная рыба прибрежных участков с солёностью воды не ниже 16-19 ‰, для которой характерны периодические линьки. Встречается на участках со скалами, камнями, заросших водорослями, а также на участках с ракушечным или песчано-ракушечным дном на глубине до З0 м. Держится поодиночке, преимущественно в зоне прибоя. У берегов отмечалась в мае-сентябре, с охлаждением воды откочёвывает от берегов. Размножение, видимо, в мае-июле. Плодовитость около 200 икринок. Нерест порционный, происходит на мелководьях вблизи берега. Икра клейкая, откладывается не только среди камней, но и на пустые ракушки; самцы охраняют гнездо. Личинки выклёвываются из икры за четыре недели, около 3 месяцев ведут пелагический образ жизни и лишь затем постепенно переходят в жизни на дне. Молодь питается мелкими формами планктонных и придонных ракообразных. Взрослые питаются более крупными по размерам ракообразными и молодью моллюсков.

## Охрана
Вид включён в Красную книгу Украины (2009).